# Feuillants (França)

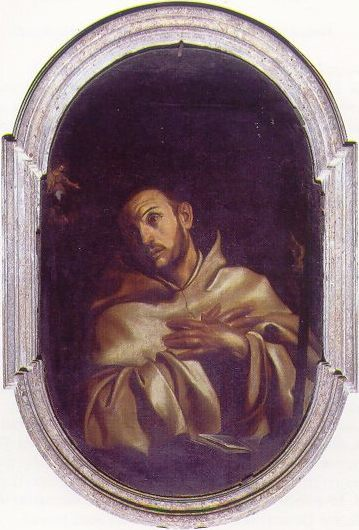
Pintura de Jean-Baptiste de la Barrière (1544-1600) fundador dos 'Feuillants' cistercienses. Encontrado na igreja de São Bernardo, em Roma, onde de la Barrière morreu.

Os Feuillants, Folietani, são os membros de uma ordem monástica beneditina da regra de Cister, oriunda da Ordem Cisterciense.
A ordem tomou o nome da abadia cisterciense de Notre-Dame de Feuillant, na antiga diocese de Rieux, próxima a Toulouse (Haute-Garonne). Fundada por volta de 1145, tornada comendatória em 1493 e entregue ao governo de seculares alheios à vida monástica, esta abadia passa em 1562 para as mãos de Jean de la Barrière (1544-1600). Convertido, este decide aí viver como monge (1573) e, tornando-se efetivamente abade (1577), empreende a restauração de seu antigo objetivo. Outras casas adotam sua reforma : eles tinham que ter a cabeça e os pés nus, dormir sobre pranchas, comer de joelhos e impor-se privações sobre-humanas. Com o tempo, a austeridade foi atenuada.
Porém, a oposição a ela é tão grande dentro da Ordem Cisterciense, que é-lhe necessária uma autonomia total. A palavra "Feuillant" dá então nome aos religiosos da ordem criada a partir dessa abadia.
A pedido do Rei Henrique III de França, uma comunidade estabelece-se em Paris, na Rua Saint-Honoré, que se destacará pela parte ativa que estes religiosos adotarão nas guerras civís ao tempo da Liga : Bernard de Montgaillard, dito o Pequeno Feuillant, se fará notar principalmente pela veemência de seus sermões. Terminada a luta, Henrique IV os trata com benevolência.
Em 1630, o papa Urbano VIII separa os "Feuillants da Itália", sob o nome de Reformados de São Bernardo, dos "Feuillants da França".
O monastério dos "Feuillants de Paris" conhece então uma fase de grande desenvolvimento. O portal principal foi construído por François Mansart. A igreja, bastante vasta, enche-se de sepulturas ilustres. Esta casa de Paris, fundada em 1587, ocupa o local atual da Rua Castiglione e parte da Rua de Rivoli, que margeia o Palácio das Tulherias. 
Os "Feuillants" vestem um hábito branco com capucho também branco.
Em 1789, início da Revolução Francesa, os "Feuillants" contam apenas com cento e sessenta e dois religiosos, distribuídos entre vinte e quatro casas. A ordem foi dissolvida em 1791.
Durante a Revolução Francesa, a Assembléia Constituinte instala seus escritórios no Convento dos Feuillants de Paris e o Clube dos Feuillants, clube político que agrupa moderados e monarquistas constitucionais, também fará dele seu local de reunião. 
O monastério abrigará o Rei Luís XVI e os seus de 10 a 12 de Agosto de 1792.

## Feuillants célebres
- Irmão Cosme, Jean Baseilhac, cirurgião e litotomista francês.
- Bernard de Montgaillard;
- Jean Goulu;
- Giovanni Bona;